# Andrij Płachotniuk
Andrij Mykołajowycz Płachotniuk (ukr. Андрій Миколайович Плахотнюк, ur. 1 sierpnia 1975 w Charkowie) – ukraiński dyplomata, który od 2020 roku pełni służbę na stanowisku ambasadora Ukrainy w Szwecji.
Ukończył studia w zakresie międzynarodowych stosunków gospodarczych w Charkowskim Instytucie Studiów Orientalnych i Stosunków Międzynarodowych. Od 1997 roku pracuje w dyplomacji ukraińskiej, pracował w ambasadzie Ukrainy w Chinach (1998–2002, 2006–2010) oraz w Ministerstwie Spraw Zagranicznych Ukrainy zajmując się tematyką azjatycką i rosyjską.